# 阿方索三世 (阿拉貢)

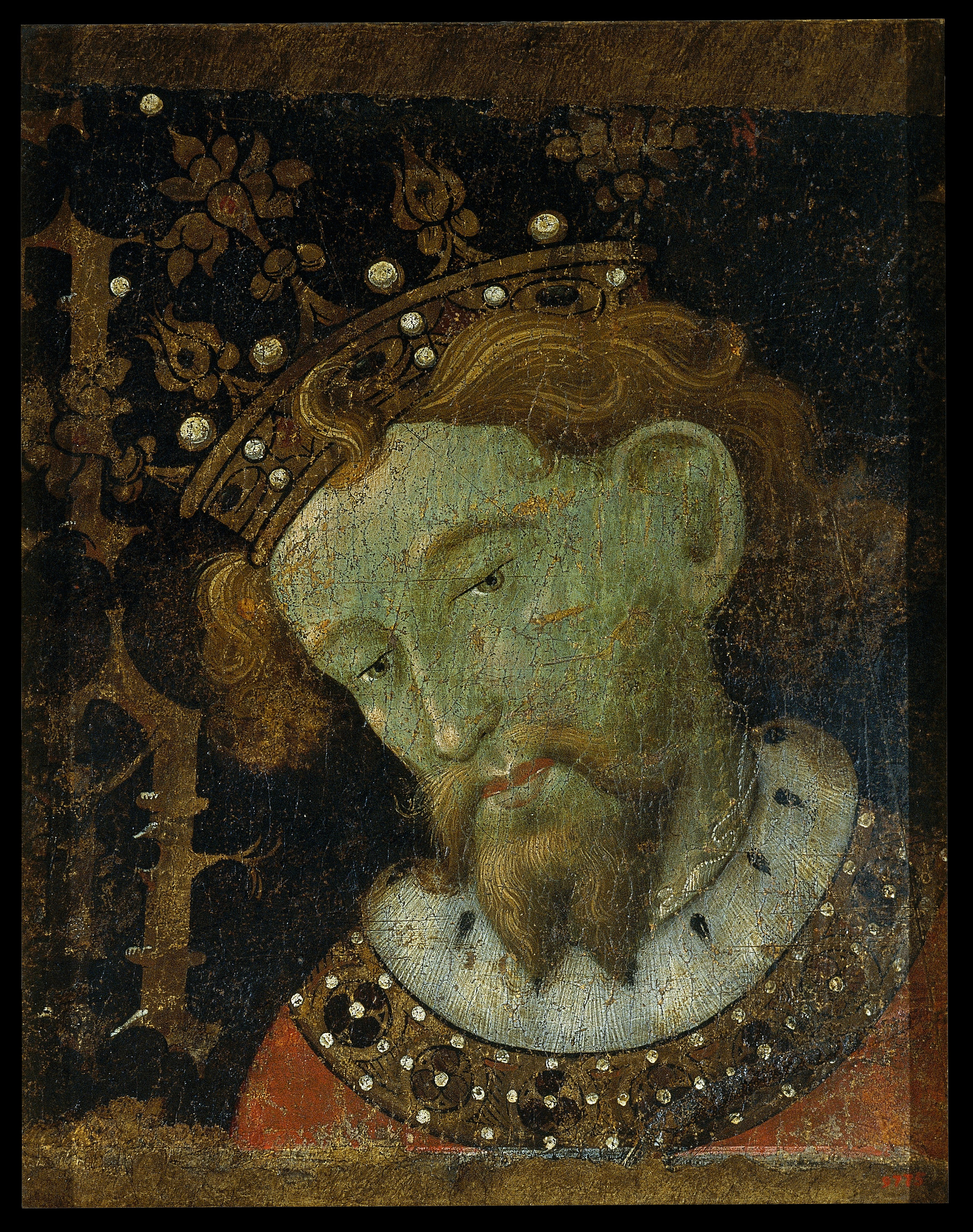
（坦率的）阿方索三世

阿方索三世（1265年11月4日—1291年6月18日），被稱為（坦率的）阿方索三世。亞拉岡國王及巴塞羅那伯爵（1285年－1291年）。

## 生平
阿方索三世是亞拉岡國王佩德羅三世與他的妻子西西里的科斯坦察的長子。1285年，父親佩德羅三世逝世時，將亞拉岡王國和西西里王國分別由長子阿方索三世及次子賈科莫繼承。
繼承王位後不久，阿方索三世首先進行了一場將巴利阿里群島重新納入亞拉岡王國的運動。由於阿方索三世的祖父海梅一世逝世時將亞拉岡聯合王國分割成兩份，叔父海梅得到巴利阿里群島、蒙彼利埃和大陸上的幾個伯國，亞拉岡聯合王國失去了這些地方。因此，阿方索三世於1285年向他的叔叔海梅二世宣戰，征服了馬略卡島（1285年）和伊維薩島（1286年），實際上重申了馬略卡王國的宗主權。 他隨後於1287年1月17日征服了梅諾卡島（Menorca），納入馬略卡王國結束了造一個由穆斯林絀治的地方，而1287年1月17日亦成為梅諾卡島的法定假期。
阿方索三世最初試圖維持亞拉岡在西西里島統治時期的控制權，支持他的弟弟賈科莫統治此島嶼。不過後來，他在死前不久撤回了對賈科莫的支持，而是試圖與教宗國及法國和平共處。
阿方索三世的統治遭到亞拉岡貴族發起的憲政鬥爭，最終導致所謂的“亞拉岡大憲章”而告終，亞拉岡大憲章將幾個關鍵的皇家權力交還到小貴族手中。阿方索三世無力抵制貴族的要求令亞拉岡遺留下不團結的後果，並導致貴族之間進一步的異議，他們越來越不尊重王權，並導致亞拉岡王國接近無政府狀態。
在阿方索三世的生命中，曾安排與英格蘭國王愛德華一世的女兒埃莉諾進行外交婚姻。然而，阿方索三世在與他的新娘見面前便去世。阿方索三世於1291年逝世，享年26歲，葬在巴塞羅那的方濟會修道院。其後自1852年起，他的遺體已被移葬在巴塞羅那主教座堂。
但丁·阿利吉耶里所寫的“神曲”回憶說，他看到阿方索三世的靈魂與其他君主坐在煉獄門外，但丁其實是在指責13世紀歐洲混亂的政治形態。